# Do It Right
"Do It Right" é uma música da cantora e compositora inglesa Anne-Marie. Foi lançada em 20 de novembro de 2015. A canção alcançou a posição de número 22 na Austrália e foi certificada como disco de ouro.

## Lista de faixas
| Digital download |               |                                       |              |         |  |
| N.º              | Título        | Compositor(es)                        | Produtor(es) | Duração |  |
| 1.               | "Do It Right" | Anne-Marie Rose Nicholson Tommy Jules | Show N Prove | 3:15    |  |

| Do It Right (Remixes) |                                                       |         |  |
| N.º                   | Título                                                | Duração |  |
| 1.                    | "Do It Right" (Blinkie Remix)                         | 3:28    |  |
| 2.                    | "Do It Right" (M.A.X Remix)                           | 5:28    |  |
| 3.                    | "Do It Right" (Special Request Remix) [Club Version]) | 5:15    |  |
| Duração total:        | Duração total:                                        | 11:65   |  |

## Desempenho nas tabelas musicais
| Tabela musical (2015-16)       | Melhor posição posição |
| ------------------------------ | ---------------------- |
| Austrália (ARIA)               | 22                     |
| Reino Unido (UK Singles Chart) | 90                     |

## Certificações
| País                                                                        | Certificação | Certificações e vendas |
| --------------------------------------------------------------------------- | ------------ | ---------------------- |
| Austrália (ARIA)                                                            | Ouro         | 35,000^                |
| ^apenas com base na certificação ‡vendas+streaming com base na certificação |              |                        |

## Histórico de lançamento
| Região        | Data                    | Formato          | Versão   | Gravadora          | Ref.  |
| ------------- | ----------------------- | ---------------- | -------- | ------------------ | ----- |
| Vários        | 20 de novembro de 2015  | Download digital | Original | Major Tom's Asylum | [ 1 ] |
| Países Baixos | 26 de fevereiro de 2016 | Download digital | Remixes  | Major Tom's Asylum | [ 2 ] |